# Clubul de Fotbal Brăila
Il Dacia Unirea Brăila è una società calcistica rumena con sede nella città di Brăila, fondata nel 1922. Il club milita in Liga III.

## Storia
Il club Dacia Brăila fu fondato nel 1922, nello stesso periodo dell'Unirea. Fino alla fusione, avvenuta nel 1928, parteciparono ai campionati provinciali. Nella stagione 1929-30 vinse il proprio girone e approdò alle finali nazionali ma fu sconfitto ai quarti di finale 16-0 dai futuri campioni del Juventus Bucarest. Negli anni precedenti alla seconda guerra mondiale partecipò al campionato Divizia A e Divizia B e il miglior risultato in questo periodo fu una semifinale di Coppa di Romania nel 1940 persa contro il Rapid Bucarest 2-0.
Venne ammesso, nella stagione 1946-1947, alla Divizia C dopodiché scomparve dai campionati nazionali fino al 1953 quando venne ammesso in Divizia B e concluse il campionato all'ultimo posto. Dopo qualche stagione in bilico tra il secondo e il terzo livello del calcio nazionale, il club disputò 32 campionati consecutivi in Divizia B, tra il 1968 e il 1990. Al termine della stagione 1989-90 venne infatti promosso in Divizia A, a più di cinquant'anni dall'ultima apparizione. Nei 4 campionati disputati, il migliore è stato il 1991-92 terminato al 6º posto. Nel 1993 giunge alla finale di coppa di Romania nel persa 2-0 contro l'Universitatea Craiova. Terminò il decennio con la retrocessione in Divizia C. Negli anni 2000 il club disputò prevalentemente campionati di Liga II dove milita anche nella stagione 2010-11.

## Nomi ufficiali della squadra
Nel corso della sua esistenza il club ha avuto i seguenti nomi ufficiali:
- Dacia Unirea Brăila (1922–1937, 1938–1940, 1946–1947, 1991–2006)
- D.U.I.G. Brăila (1937–1938)
- F.C. Brăila (1940–1946, 1975–1980)
- Metalul Brăila (1953–1956)
- Energia Brăila (1956–1957)
- Dinamo Brăila (1957–1958)
- Industria Sârmei Brăila (1958–1960)
- C.S.M. Brăila (1960–1962)
- Progresul Brăila (1962–1963, 1967–1975, 1980–1991)
- Laminorul Brăila (1963–1965)
- Constructorul Brăila (1965–1967)
- CF Brăila (dal 2006)

## Stadio
Il club gioca le partite interne nello Stadionul Municipal, impianto costruito nel 1950 con una capienza di 18.000 spettatori, con 8.000 posti a sedere

## Rosa 2017-2018
| N. |                    | Ruolo | Calciatore           |
| -- | ------------------ | ----- | -------------------- |
| 1  | Romania (bandiera) | P     | Stefan Leu           |
| 2  | Romania (bandiera) | D     | Alexandru Nita       |
| 4  | Romania (bandiera) | D     | Costin Ghiocel       |
| 5  | Romania (bandiera) | D     | Victor Olenic        |
| 6  | Romania (bandiera) | D     | Laurentiu Ivan       |
| 7  | Romania (bandiera) | C     | Robert Rosoaga       |
| 8  | Romania (bandiera) | C     | Costin Ciucureanu    |
| 9  | Romania (bandiera) | C     | Olimpiu Bucur        |
| 10 | Romania (bandiera) | C     | Sorin Frunză         |
| 14 | Romania (bandiera) | D     | Gabriel Lazar        |
| 15 | Romania (bandiera) | C     | Marius Dima          |
| 16 | Romania (bandiera) | C     | Ovidiu Covaciu       |
| 17 | Romania (bandiera) | D     | George Mihai         |
| 20 | Romania (bandiera) | D     | Catalin Stanciulescu |

| N. |                    | Ruolo | Calciatore       |
| -- | ------------------ | ----- | ---------------- |
| 22 | Romania (bandiera) | C     | Costel Rosu      |
| 23 | Romania (bandiera) | D     | George Puia      |
| 88 | Romania (bandiera) | P     | Bogdan Olaru     |
|    | Romania (bandiera) | A     | Alexandru Pop    |
|    | Romania (bandiera) | A     | Cristian Vlad    |
|    | Romania (bandiera) | C     | Paul Cublesan    |
|    | Romania (bandiera) | C     | Paul Ioan        |
|    | Romania (bandiera) | C     | George Iosofache |
|    | Romania (bandiera) | P     | Alexandru Ticrea |
|    | Romania (bandiera) | D     | Marius Moroianu  |
|    | Romania (bandiera) | C     | Mihai Iordache   |
|    | Romania (bandiera) | D     | Eduard Oprea     |
|    | Romania (bandiera) | C     | Madalin Calu     |
|    | Romania (bandiera) | A     | Andrei Banyoi    |

## Palmarès

### Competizioni nazionali
- Liga III: 2

2009-2010, 2020-2021

### Altri piazzamenti
- Coppa di Romania:

Finalista: 1992-1993
- Coppa dei Balcani per club:

Semifinalista: 1992-1993